# Palazzo Doni
Palazzo Doni è un edificio di Firenze, situato in Corso Tintori 4, angolo via Magliabechi.

## Storia e descrizione
Il palazzo risulta edificato nella sua originaria configurazione negli ultimi anni del Quattrocento, in occasione delle nozze di Agnolo Doni con Maddalena Strozzi, fatto che ricollega l'edificio ad alcune tra le più importanti memorie fiorentine del primo Cinquecento: come dichiara una lapide nell'androne posta da Mario Foresi nel 1875 in occasione degli interventi da lui promossi sull'immobile, qui sarebbe stato ospitato Raffaello Sanzio proprio al fine di eseguire il duplice ritratto degli sposi, oggi esposto nella Galleria Palatina. Ugualmente per questa casa sarebbe stato realizzato da Michelangelo il tondo con la Sacra Famiglia, noto come Tondo Doni, esposto alla Galleria degli Uffizi. 
Ai primi dell'Ottocento il palazzo passò ai banchieri Fenzi che, nel gusto del tempo, lo arricchirono di decorazioni pittoriche e caminetti in marmo in stile neoclassico. Fu poi, come accennato dei Foresi che, oltre a "restaurarlo", apposero internamente la lapide: 
IN QUESTA CASA 
 DA AGNOLO DONI CHE AVEALA FATTA EDIFICARE  
 E DALLA SPOSA DI LUI MADDALENA STROZZI  
 FU OSPITATO NEL MDV RAFFAELLO SANZIO  
 MENTRE DIPINGEVA I LORO RITRATTI  
 MARIO FORESI POSE NEL 1875  
 RESTAURANDO  
 P. Q. M.
Un'altra, apposta dallo scrittore e giornalista elbano Raffaello Foresi, riporta un famoso detto: "Amici, nemici / parenti, serpenti / cugini, assassini / fratelli, coltelli". Durante le demolizioni resesi necessarie per l'erezione della Biblioteca Nazionale il palazzo fu sensibilmente ridotto dal lato del cantiere, trasformando quello che era il cortile interno nello slargo chiuso da una cancellata oggi prospiciente su via Magliabechi. 
Negli ambienti su questa via a lungo ha avuto sede la galleria antiquaria Margua che, con le sue vetrine e soprattutto con i suoi molti marmi antichi esposti liberamente alla vista nel cortile (quasi promessa di piccoli e grandi tesori in attesa di essere scoperti), contribuiva non poco al fascino del palazzo. Nell'insieme, nonostante la sua storia, l'edificio presenta sul corso dei Tintori un prospetto di disegno ottocentesco, che pensiamo riferibile al tempo della proprietà Foresi, anche per la bizzarria di certi elementi (si vedano le curiose testine che arricchiscono gli architravi delle finestre del piano nobile, con occhiali, maschere, turbanti e via dicendo) che bene corrispondono al carattere del giornalista e scrittore.

## Opere già in palazzo Doni
- Raffaello, Ritratto di Agnolo Doni e Ritratto di Maddalena Strozzi, oggi alla Galleria degli Uffizi
- Michelangelo Buonarroti, Tondo Doni, oggi agli Uffizi